# Ron Wayne

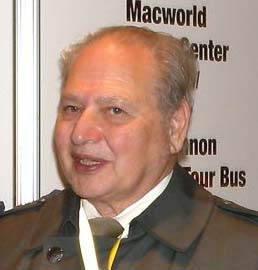
Ron Wayne auf der Macworld 2009

Ronald „Ron“ Gerald Wayne (* 17. Mai 1934 in Cleveland, Ohio) ist der dritte Gründer von Apple (zusammen mit Steve Jobs und Steve Wozniak). Er zeichnete das erste Apple-Logo und schrieb das Benutzerhandbuch für den Apple I. Aus seiner Feder stammt auch der erste Gesellschaftervertrag der Apple-Gründer.

## Leben
Wayne kannte Jobs und Wozniak von ihrer gemeinsamen Arbeit bei Atari, bevor sie 1976 Apple gründeten. Er erhielt einen Anteil von zehn Prozent an Apple, verlor aber schnell das Vertrauen in die Firma – insbesondere fürchtete er die Haftung, die ungeteilt auf jedem Partner lastete. Wayne hatte bereits zweimal mit einem Unternehmen Schiffbruch erlitten und arbeitete zwei Jahre an der Tilgung der daraus entstandenen Schulden. Er gab seine Anteile für 800 US-Dollar nur elf Tage nach der Gründung von Apple an Jobs und Wozniak zurück und arbeitete wieder bei Atari; später erhielt er zusätzlich noch 1500 US-Dollar.
1982 wären Waynes Anteile an Apple 1,5 Milliarden US-Dollar wert gewesen, 2009 theoretisch knapp 13,6 Milliarden Pfund Sterling (15,6 Milliarden Euro). Zum Zeitpunkt von Steve Jobs’ Tod war der Wert seines ehemaligen Anteils bereits auf über 30 Milliarden US-Dollar angewachsen. 2020 wären seine Anteile am Unternehmen 215,5 Milliarden US-Dollar wert gewesen. Eigenen Angaben zufolge bereut er den Verkauf jedoch nicht.

“Would I like to be rich? Everybody would like to be rich but I couldn’t keep up the pace. I would have been wealthy, but I would have been the richest man in the cemetery.”

„Wäre ich gern reich? Jeder wäre gern reich, aber ich konnte das Tempo nicht mithalten. Ich wäre reich, aber ich wäre der reichste Mann auf dem Friedhof.“

1994 verkaufte Wayne seine Ausfertigungen der Apple-Gründungsverträge aus dem Jahr 1976 für „mehrere Tausend Dollar“ an Wade Saadi, den Inhaber einer Personalberatungsfirma für IT-Berufe. Saadi ließ diese Verträge 2011 über Sotheby’s zur Auktion stellen, wo sie rund 1,6 Millionen Dollar erzielten. Ron Wayne ist Inhaber zahlreicher Patente. Keine seiner Erfindungen brachte ihm jedoch den gewünschten Erfolg.
Ron Wayne lebte zur Zeit der Apple-Gründung in Mountain View in Kalifornien und wohnt heute in einem eigenen bescheidenen Haus in Pahrump, einer kleinen Stadt in der Wüste Nevadas.

## Werke
- Adventures of an Apple Founder. 512K Entertainment, 2011, ISBN 978-0-615-51742-1 (Autobiografie).